# Gare d'Aoste - Saint-Genix
La gare d'Aoste - Saint-Genix était une gare ferroviaire française de la ligne de chemin de fer secondaire reliant Lyon-Est à Aoste-Saint-Genix. Elle était située sur le territoire de la commune d'Aoste dans le département de l'Isère et à proximité de Saint-Genix-sur-Guiers dans le département de la Savoie.
La gare, aujourd'hui fermée, a été mise en service en 1881 par la Société anonyme du Chemin de fer de l'Est de Lyon (CFEL).

## Situation ferroviaire
Établie à 217 m d'altitude, la gare d'Aoste - Saint-Genix était située au point kilométrique (PK) 71,670 de la ligne de Lyon-Est à Aoste-Saint-Genix. Gare terminus, elle était précédée par la gare de Saint-Didier d'Aoste.

## Histoire
Une correspondance est aménagée avec le terminus du Tramway de Pont-de-Beauvoisin, chemin de fer secondaire à voie métrique, de 1908 à 1933, qui desservait, sur 17 km, Le Pont-de-Beauvoisin et Saint-Béron
Un raccordement avec la ligne de Pressins à Virieu-le-Grand est effectué en 1887 afin d'assurer la desserte des voyageurs qui disparaît le 15 septembre 1939. Un second raccordement voit le jour en 1943 pour le trafic marchandise cette fois-ci mais il  s'avère insuffisant et la portion de Pressins à Saint-Didier-d'Aoste est abandonnée le 31 janvier 1954,.

## Modélisme
La gare d'Aoste est reproduite au 1/87e par l'association des modélistes Turripinois (AMT).

## Galerie de photos

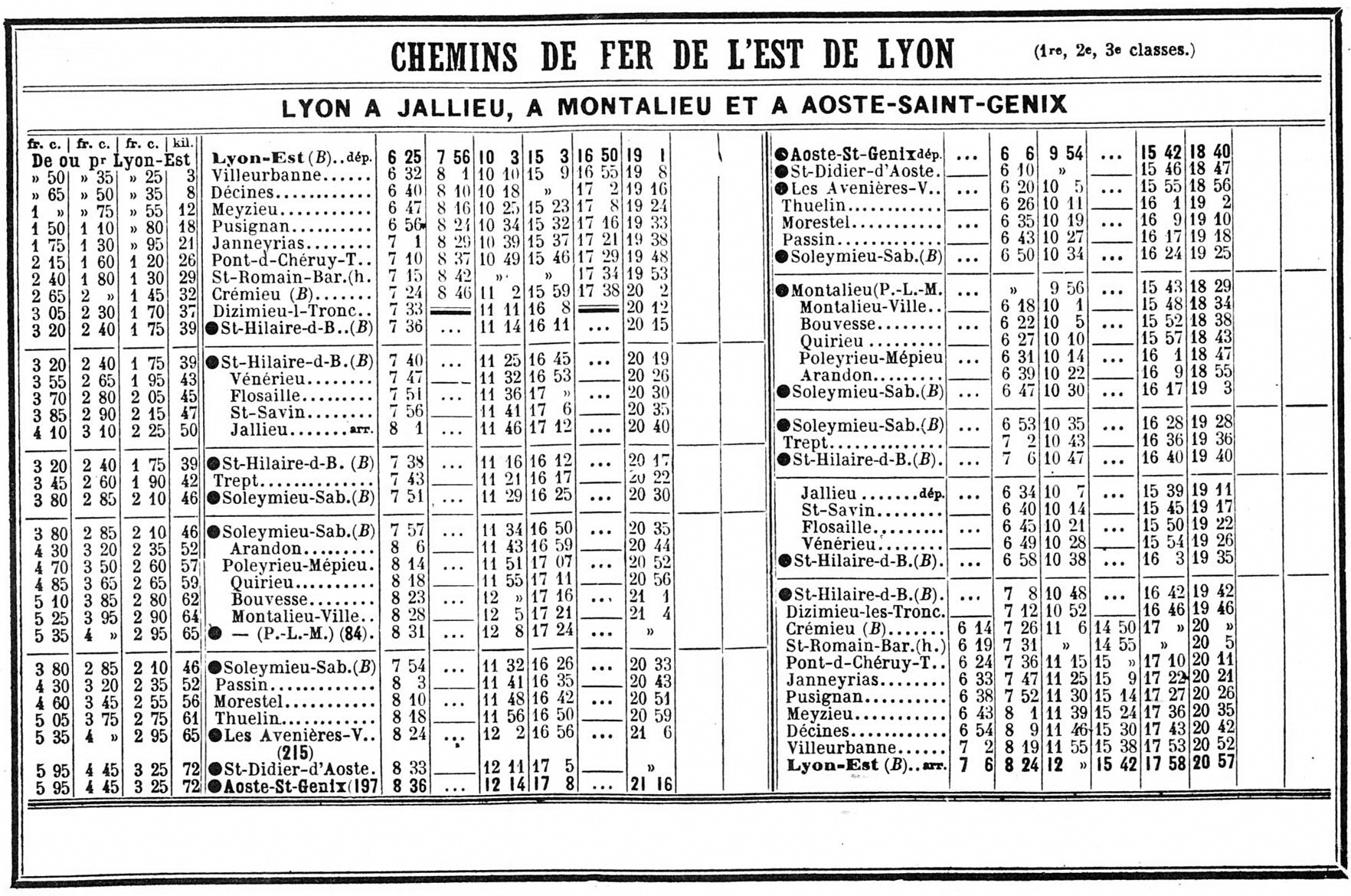
Les horaires de l'Est Lyonnais, en mai 1914.
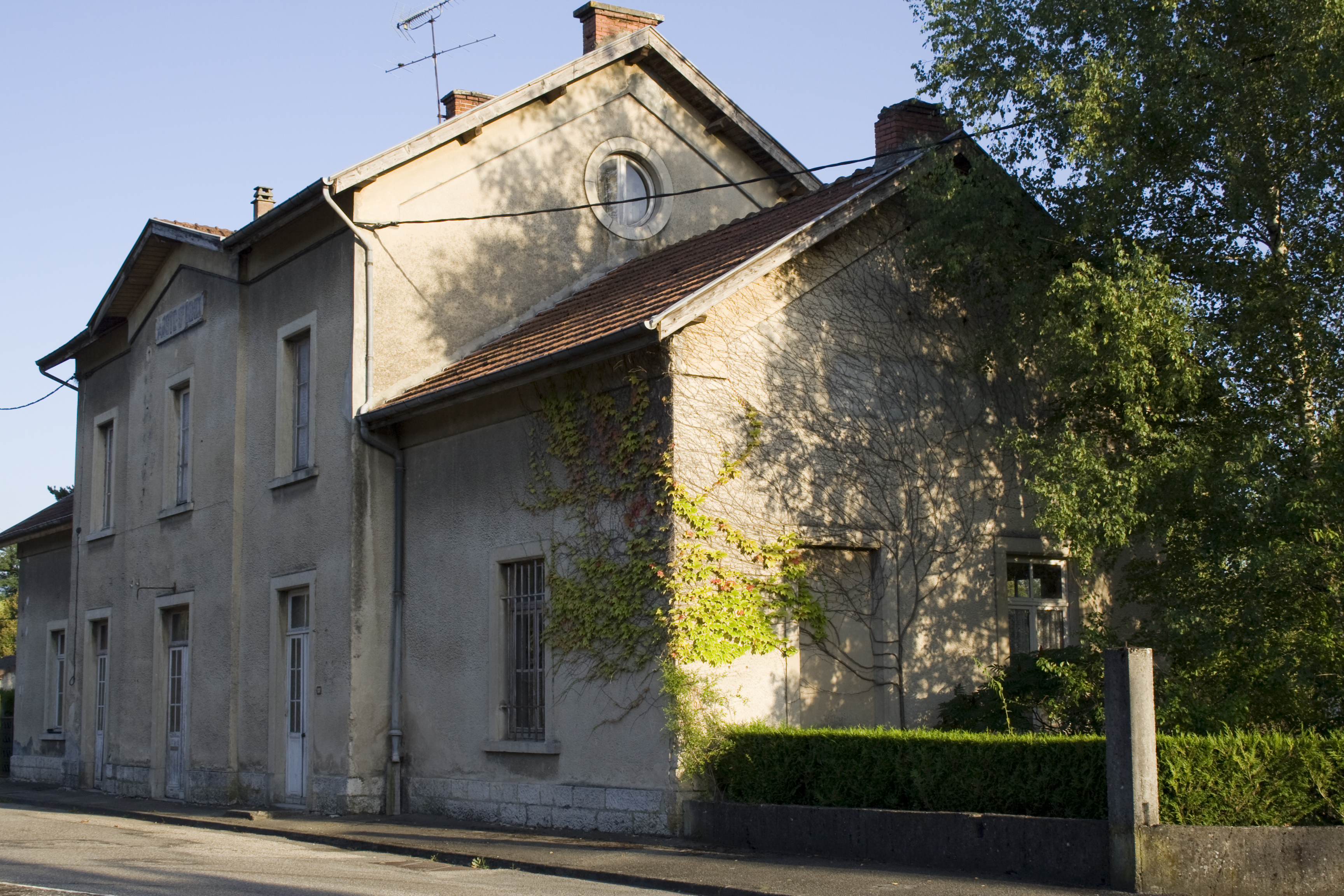
L'ancien bâtiment voyageurs de la gare.